# Fægtning under sommer-OL 2016
Fægtning under sommer-OL 2016 i Rio de Janeiro fandt sted fra 6. august til 14. august på Carioca Arena 3 inde i Barra Olympic Park i Barra da Tijuca. Omkring 212 fægtere, med en ligelig fordeling mellem mænd og kvinder og otte kom fra værtsnationen Brasilien, konkurrerede i 10 begivenheder (seks individuelle og fire hold).
Ligesom ved sommer-OL 2008 og sommer-OL 2012, fastholdt Fédération Internationale d'Escrime formatet af ti begivenheder og rotationsordningen, som mændenes hold med sabel og kvindernes hold med fleuret er blevet droppet fra programmet kun ved disse lege.

## Deltagende nationer
- Algeriet (2)
- Argentina (1)
- Østrig (1)
- Aserbajdsjan (1)
- Hviderusland (1)
- Belgien (1)
- Benin (1)
- Brasilien (13)
- Bulgarien (1)
- Canada (5)
- Kina (11)
- Colombia (2)
- Cuba (1)
- Tjekkiet (2)
- Egypten (7)
- Estland (4)
- Frankrig (15)
- Georgien (1)
- Tyskland (4)
- Storbritannien (3)
- Grækenland (2)
- Hongkong (3)
- Ungarn (9)
- Iran (2)
- Israel (1)
- Italien (14)
- Elfenbenskysten (1)
- Japan (6)
- Kasakhstan (1)
- Kuwait (1)
- Libanon (1)
- Mexico (7)
- Marokko (1)
- Holland (1)
- Panama (1)
- Polen (4)
- Rumænien (6)
- Rusland (16)
- Saudi-Arabien (1)
- Senegal (1)
- Sydkorea (14)
- Schweiz (4)
- Tunesien (5)
- Tyrkiet (1)
- Ukraine (10)
- USA (14)
- Venezuela (6)
- Vietnam (4)

## Tidsoversigt
| Dato →  | Lørdag 6         | Søndag 7           | Mandag 8         | Tirsdag 9        | Onsdag 10          | Torsdag 11  | Fredag 12     | Lørdag 13   | Søndag 14   |
| Mænd    |                  | Fleuret individual |                  | Kårde individual | Sabel individual   |             | Fleuret, hold |             | Kårde, hold |
| Kvinder | Kårde individual |                    | Sabel individual |                  | Fleuret individual | Kårde, hold |               | Sabel, hold |             |
| ------- | ---------------- | ------------------ | ---------------- | ---------------- | ------------------ | ----------- | ------------- | ----------- | ----------- |

## Medaljer

### Medaljeoverigt
Key
     Værtsnation (Brasilien)
| Placering     | Land          | Guld | Sølv | Bronze | Total |
| ------------- | ------------- | ---- | ---- | ------ | ----- |
| 1             | Rusland       | 4    | 1    | 2      | 7     |
| 2             | Ungarn        | 2    | 1    | 1      | 4     |
| 3             | Italien       | 1    | 3    | 0      | 4     |
| 4             | Frankrig      | 1    | 1    | 1      | 3     |
| 5             | Sydkorea      | 1    | 0    | 1      | 2     |
| 6             | Rumænien      | 1    | 0    | 0      | 1     |
| 7             | USA           | 0    | 2    | 2      | 4     |
| 8             | Kina          | 0    | 1    | 1      | 2     |
| 8             | Ukraine       | 0    | 1    | 1      | 2     |
| 10            | Tunesien      | 0    | 0    | 1      | 1     |
| Total 10 NOCs | Total 10 NOCs | 10   | 10   | 10     | 30    |

### Mænd
| Event              | Guld                                                                                    | Sølv                                                                                     | Bronze                                                                                  |
| ------------------ | --------------------------------------------------------------------------------------- | ---------------------------------------------------------------------------------------- | --------------------------------------------------------------------------------------- |
| Individuel kårde   | Park Sang-young · Sydkorea                                                              | Géza Imre · Ungarn                                                                       | Gauthier Grumier · Frankrig                                                             |
| Hold med kårde     | Frankrig (FRA) · Gauthier Grumier · Yannick Borel · Daniel Jérent · Jean-Michel Lucenay | Italien (ITA) · Enrico Garozzo · Marco Fichera · Paolo Pizzo · Andrea Santarelli         | Ungarn (HUN) · Gábor Boczkó · Géza Imre · András Rédli · Péter Somfai                   |
| Individuel fleuret | Daniele Garozzo · Italien                                                               | Alexander Massialas · USA                                                                | Timur Safin · Rusland                                                                   |
| Hold med fleuret   | Rusland (RUS) · Timur Safin · Artur Akhmatkhuzin · Aleksey Cheremisinov ·               | Frankrig (FRA) · Jérémy Cadot · Enzo Lefort · Erwan Le Péchoux · Jean-Paul Tony Helissey | USA (USA) · Miles Chamley-Watson · Race Imboden · Alexander Massialas · Gerek Meinhardt |
| Individuel sabel   | Áron Szilágyi · Ungarn                                                                  | Daryl Homer · USA                                                                        | Kim Jung-hwan · Sydkorea                                                                |

### Kvinder
| Event              | Guld                                                                                   | Sølv                                                                               | Bronze                                                                                |
| ------------------ | -------------------------------------------------------------------------------------- | ---------------------------------------------------------------------------------- | ------------------------------------------------------------------------------------- |
| Individual kårde   | Emese Szász · Ungarn                                                                   | Rossella Fiamingo · Italien                                                        | Sun Yiwen · Kina                                                                      |
| Hold kårde         | Rumænien (ROU) · Loredana Dinu · Simona Gherman · Simona Pop · Ana Maria Popescu       | Kina (CHN) · Hao Jialu · Sun Yiwen · Sun Yujie · Xu Anqi                           | Rusland (RUS) · Olga Kochneva · Violetta Kolobova · Tatiana Logunova · Lyubov Shutova |
| Individual fleuret | Inna Deriglazova · Rusland                                                             | Elisa Di Francisca · Italien                                                       | Inès Boubakri · Tunesien                                                              |
| Individual sabel   | Yana Egorian · Rusland                                                                 | Sofiya Velikaya · Rusland                                                          | Olha Kharlan · Ukraine                                                                |
| Hold, sabel        | Rusland (RUS) · Sofia Velikaya · Yana Egorian · Ekaterina Dyachenko · Yuliya Gavrilova | Ukraine (UKR) · Olha Kharlan · Olena Kravatska · Alina Komashchuk · Olena Voronina | USA (USA) · Monica Aksamit · Ibtihaj Muhammad · Dagmara Wozniak · Mariel Zagunis      |